# اولوداترول
اولوداترول (انگلیسی: Olodaterol) (نام تجاری Striverdi Respimat) یک آگونیست گیرنده آدرنرژیک بتا با اثر فوق‌العاده طولانی است (اولترا-LABA) که به عنوان داروی استنشاقی برای درمان افراد مبتلا به بیماری انسدادی مزمن ریه (COPD) استفاده می‌شود. این توسط بوهرینگر اینگلهایم تولید شده‌است.

## کاربردهای پزشکی
اولوداترول یک گشادکننده برونش نگهدارنده یک بار در روز برای درمان انسداد جریان هوا در افراد مبتلا به COPD است. اگرچه به نظر می‌رسد که تشدید COPD را کاهش می‌دهد، به نظر نمی‌رسد سرعت بدتر شدن ریه‌های فرد یا تغییر امید به زندگی آنها را تغییر دهد.
از دسامبر ۲۰۱۳، الوداترول برای درمان آسم تایید نشده‌است. این دارو در فرم استنشاقی به نام Respimat Soft Mist Inhaler تجویز می‌شود.

## اثرات نامطلوب
عوارض جانبی عموماً در مطالعات بالینی نادر و خفیف بود. نازوفارنژیت (آبریزش بینی)، سرگیجه و بثورات شایع‌ترین، اما هنوز بیش از ۱٪ از بیماران را تحت تاثیر قرار نمی‌دهد. برای قضاوت از مکانیسم اثر دارو و تجربیات مربوط به داروهای مرتبط، فشار خون بالا (فشار خون بالا)، تاکی‌کاردی (ضربان قلب سریع)، هیپوکالمی (سطح پایین پتاسیم خون)، لرزش و غیره ممکن است در برخی از بیماران رخ دهد، اما این موارد و اثرات به ندرت در مطالعات دیده شده‌است.

## تداخلات
بر اساس ملاحظات نظری، استفاده همزمان از سایر آگونیست‌های گیرنده بتا آدرنرژیک، داروهای کاهش‌دهنده پتاسیم (مانند کورتیکواستروئیدها، بسیاری از دیورتیک‌ها و تئوفیلین)، داروهای ضد افسردگی سه حلقه‌ای و مهارکننده‌های مونوآمین اکسیداز می‌تواند احتمال بروز عوارض جانبی را افزایش دهد. مسدودکننده‌های بتا، گروهی از داروها برای درمان فشار خون بالا (فشار خون بالا) و شرایط مختلف قلب، می‌توانند اثربخشی اولوداترول را کاهش دهند. داده‌های بالینی در مورد ارتباط چنین تداخلاتی بسیار محدود است.

## فارماکولوژی

### مکانیسم عمل
مانند همه آگونیست‌های گیرنده آدرنرژیک β، اولوداترول اثر اپی نفرین را بر روی گیرنده‌های β۲ در ریه تقلید می‌کند، که باعث شل شدن برونش‌ها و کاهش مقاومت آن‌ها در برابر جریان هوا می‌شود.
اولوداترول یک آگونیست β۲ تقریباً کامل است که دارای ۸۸٪ فعالیت ذاتی در مقایسه با استاندارد طلایی ایزوپرنالین/ایزوپروترنول است. نیم حداکثر غلظت مؤثر آن (EC50) ۰٫۱ نانومولار است. انتخاب‌پذیری در شرایط آزمایشگاهی برای گیرنده‌های β۲ نسبت به داروهای مرتبط فورموترول و سالمترول: ۲۴۱ برابر در مقابل گیرنده‌های β۱ و ۲۲۹۹ برابر در مقابل گیرنده‌های آدرنرژیک β۳. گزینش‌پذیری بالای β۲/β۱ ممکن است دلیل فقدان آشکار تاکی کاردی در کارآزمایی‌های بالینی باشد که با واسطه گیرنده‌های β۱ روی قلب انجام می‌شود.

### فارماکوکینتیک
اولوداترول بطور عمده توسط گلوکورونیداسیون (UGT2B7، UGT1A1، UGT1A9) و O-دمتیلاسیون (CYP2C8، CYP2C9) متابولیزه می‌شود.

### فارماکودینامیک
پس از اتصال به گیرنده β۲، یک مولکول اولوداترول برای ساعت‌ها در آنجا باقی می‌ماند - نیمه عمر تفکیک آن ۱۷٫۸ ساعت است - که امکان استفاده یک بار در روز از دارو را مانند اینداکاترول فراهم می‌کند. سایر ترکیبات مرتبط به طور کلی مدت اثر کوتاه تری دارند و باید دو بار در روز استفاده شوند (مانند فورموترول، سالمترول). برخی دیگر (مثلاً سالبوتامول/آلبوترول، فنوترول) باید سه یا چهار بار در روز برای اقدام مداوم استفاده شوند، که همچنین می‌تواند برای بیمارانی که نیاز به استفاده از آگونیست‌های β۲ فقط گاهی اوقات، برای مثال در حمله آسم دارند، مزیت باشد.